# Hilversums Kanaal
Het Hilversums Kanaal ligt tussen Hilversum en de rivier de Utrechtse Vecht.  Het kanaal is opengesteld in 1937.
Hilversum was aan het begin van de 20e eeuw een snelgroeiende gemeente. De waterverbinding met de rest van Nederland was slecht. In 1919 komt het rapport “Verbetering van de waterweg van Hilversum naar Amsterdam en elders” uit. Hierin worden enkele alternatieven onderzocht voor een nieuwe vaarverbinding van Hilversum. In februari 1924 ging de Kamer van Koophandel voor Gooiland over tot het oprichten van Het Gooisch Kanalen-Comité. De technisch-adviseur van dit comité was Anton Mussert, hoofd ingenieur directeur bij de provinciale waterstaat van Utrecht en later leider van de Nationaal-Socialistische Beweging (NSB). Voor het tracé zijn zeven alternatieven bestudeerd. De keuze viel op de westelijke variant waar het kanaal bij de boerderij ’t Hemeltje de Vecht bereikt. De aanbesteding van de bouw van de schutsluis bij 't Hemeltje vond plaats in juni 1931.
Het kanaal kreeg hetzelfde waterpeil als de aanliggende Kortenhoefsche en Loosdrechtse Plassen. Hiervoor werd een gemaal gebouwd ten zuiden van de schutsluis en de kosten voor de bemaling van de polders kwamen ten laste van de polderbesturen. De poldermolen Gabriël in Kortenhoef werd hierdoor overbodig. Het kanaal vergde een investering van 1,35 miljoen gulden, waarvan 30% voor rekening Rijk, 40% voor de provincie Noord-Holland en de laatste 30% betaalde de gemeente Hilversum. Hieraan lagen wel de voorwaarden dat het kanaal na voltooiing in beheer en onderhoud zal komen van Hilversum en dat er geen kanaal-, sluis- of bruggelden worden geheven.
De werkzaamheden aan het kanaal begonnen in 1933 en kwam in 1937 gereed. Het nieuwe kanaal was een verbetering ten opzichte van de oude vaarroute over de Gooische Vaart en de 's-Gravelandsevaart om bij Fort Uitermeer in de Vecht te eindigen. Schepen met een lengte van 50 meter en een diepgang van minder dan 2,35 meter kunnen gebruik maken van het kanaal.
Het Hilversumse kanaal ligt langs de provinciale weg 201 tussen Hilversum en Haarlem, ten zuiden van de Kortenhoefse Plassen en ten noorden van de Loosdrechtse Plassen. De sluis 't Hemeltje vormt de verbinding tussen het kanaal en de rivier. Ook is het kanaal via een korte vaart verbonden met de plas de Wijde Blik. Ongeveer een kilometer voor de sluis liggen Fort Kijkuit en de Voorste Molen aan het kanaal en dicht bij Hilversum ligt een jachthaven. De gemeente Hilversum is eigenaar van het acht kilometer lange kanaal.